# Сельский район
Сельский район — вид административно-территориальных единиц СССР, образованный в конце 1962 — начале 1963 годов в ходе реформы административно-территориального деления. Реформа значительно сократила количество районов Советского Союза, при этом все они были разделены на сельские и промышленные. В январе 1965 года реформа была свёрнута, все сельские районы были преобразованы в обычные районы, а их количество увеличено.

## РСФСР

### Края
- Алтайский край
  - 1 февраля 1963 года образованы сельские районы: Алейский, Алтайский, Бийский, Благовещенский, Завьяловский, Каменский, Кулундинский, Локтевский, Мамонтовский, Михайловский, Павловский, Поспелихинский, Ребрихинский, Рубцовский, Славгородский, Смоленский, Сорокинский, Тальменский, Топичхинский, Троицкий, Усть-Калманский, Хабарский, Целииный, Шипуновский[1].
  - 11 июля 1963 года образованы Солонешенский и Чарышский сельские районы[2].
  - 2-4 марта 1964 года образованы Ключевский, Краснощёковский, Кытмановский, Родинский, Солтонский и Тюменцевский сельский районы[3].
- Горно-Алтайская АО
  - 1 февраля 1963 года образованы сельские районы: Кош-Агачский, Майминский, Онгудайский, Турочакский, Улаганский, Усть-Канский[1].
  - 2-4 марта 1964 года образован Усть-Коксинский сельский район[3].
- Краснодарский край
  - 1 февраля 1963 года образованы сельские районы: Анапский, Белореченский, Динской, Ейский, Кавказский, Каневский, Крымский, Кущевский, Лабинский, Новокубанский, Новопокровский, Отрадненский, Павловский, Славянский, Тимашевский, Тихорецкий, Туапсинский, Усть-Лабинский[1].
  - 2-4 марта 1964 года образованы Кореновский, Курганинский, Ленинградский сельские районы[3].
- Адыгейская АО
  - 1 февраля 1963 года образованы сельские районы: Гиагинский, Красногвардейский, Теучежский, Шовгеновский[1].
- Красноярский край
  - 1 февраля 1963 года образованы сельские районы: Абанский, Ачинский, Балахтинский, Бирилюсский, Боготольский, Богучанский, Большемуртинский, Емельяновский, Енисейский, Идринский, Иланский, Ирбейский, Казачинский, Канский, Каратузский, Кежемский, Курагинский, Минусинский, Назаровский, Пировский, Рыбинский, Тасеевский, Туруханский, Ужурский, Уярский, Шушенский[1].
- Хакасская АО
  - 1 февраля 1963 года образованы сельские районы: Алтайский, Аскизский, Усть-Абаканский, Ширинский[1].
- Таймырский (Долгано-Ненецкий) НО
  - 1 февраля 1963 года образованы сельские районы: Авамский, Диксонский, Усть-Енисейский, Хатангский[1].
  - 6 августа 1964 года упразднён Авамский сельский район[4].
- Эвенкийский НО
  - 1 февраля 1963 года образованы сельские районы: Байкитский, Илимпийский, Тунгусско-Чунский[1].
- Приморский край
  - 1 февраля 1963 года образованы сельские районы: Иманский, Кировский, Красноармейский, Надеждинский, Находкинский, Ольгинский, Спасский, Тернейский, Уссурийский, Ханкайский, Хасанский, Чугуевский, Яковлевский[1].
  - 2-4 марта 1964 года образован Пограничный сельский район[3].
- Ставропольский край
  - 1 февраля 1963 года образованы сельские районы: Александровский, Апанасенковский, Благодарненский, Георгиевский, Изобильненский, Ипатовский, Кочубеевский, Красногвардейский, Курский, Левокумский, Минераловодский, Петровский, Прикумский, Советский, Шпаковский[1].
  - 2-4 марта 1964 года образованы Арзгирский, Новоалександровский сельские районы[3].
- Карачаево-Черкесская АО
  - 1 февраля 1963 года образованы сельские районы: Адыге-Хабльский, Зеленчукский, Карачаевский, Малокарачаевский, Прикубанский, Хабезский[1].
- Хабаровский край
  - 1 февраля 1963 года образованы сельские районы: Аяно-Майский, Верхне-Буреинский, Вяземский, Комсомольский, Охотский, Тугуро-Чумиканский, Хабаровский[1].
  - 6 августа 1964 года образован Нанайский сельский район[4].
- Еврейская АО
  - 1 февраля 1963 года образованы сельские районы: Биробиджанский, Ленинский, Облученский, Октябрьский, Смидовичский[1].

### Области
- Амурская область
  - 1 февраля 1963 года образованы сельские районы: Белогорский, Бурейский, Ивановский, Михайловский, Октябрьский, Свободненский, Серышевский, Тамбовский[1].
  - 2-4 марта 1964 года образованы Архаринский, Мазановский сельские районы[3].
- Архангельская область
  - 1 февраля 1963 года образованы сельские районы: Вельский, Вилегодский, Каргопольский, Коношский, Котласский, Красноборский, Ленский, Лешуконский, Мезенский, Пинежский, Плесецкий, Приморский, Устьянский, Холмогорский, Шенкурский[1].
- Астраханская область
  - 1 февраля 1963 года образованы сельские районы: Владимировский, Енотаевский, Икрянинский, Камызякский, Красноярский, Наримановский, Харабалинский[1].
  - 2-4 марта 1964 года образован Черноярский сельский район[3].
- Белгородская область
  - 1 февраля 1963 года образованы сельские районы: Алексеевский, Белгородский, Борисовский, Валуйский, Вейделеевский, Корочанский, Новооскольский, Прохоровский, Ракитянский, Старооскольский, Шебекинский[1].
  - 2-4 марта 1964 года образованы Ивнянский, Красногвардейский сельские районы[3].
- Брянская область
  - 1 февраля 1963 года образованы сельские районы: Брасовский, Брянский, Дубровский, Жуковский, Клинцовский, Новозыбковский, Почепский, Севский, Стародубский, Унечский[1].
  - 2-4 марта 1964 года образован Трубчевский сельский район[3].
- Владимирская область
  - 1 февраля 1963 года образованы сельские районы: Владимирский, Вязниковский, Гусь-Хрустальный, Ковровский, Меленковский, Муромский, Собинский, Струнинский, Юрьев-Польский[1].
  - 2-4 марта 1964 года образован Ставровский сельский район. Собинский сельский район переименован в Петушинский[3].
- Волгоградская область
  - 1 февраля 1963 года образованы сельские районы: Дубовский, Еланский, Жирновский, Калачевский, Камышинский, Клетский, Котовский, Михайловский, Нехаевский, Николаевский, Новоаннинский, Новониколаевский, Октябрьский, Палласовский, Серафимовичский, Среднеахтубинский, Суровикинский, Урюпинский, Фроловский[1].
  - 2-4 марта 1964 года образованы Котельниковский, Руднянский, Старополтавский, Чернышковский сельские районы[3].
- Вологодская область
  - 1 февраля 1963 года образованы сельские районы: Бабаевский, Белозерский, Велико-Устюгский, Верховажский, Вожегодский, Вологодский, Вытегорский, Грязовецкий, Кирилловский, Кичменгско-Городецкий, Междуреченский, Никольский, Сокольский, Тарногский, Тотемский, Устюженский, Харовский, Череповецкий[1].
- Воронежская область
  - 1 февраля 1963 года образованы сельские районы: Аннинский, Богучарский, Борисоглебский, Бутурлиновский, Грибановский, Калачеевский, Лискинский, Новоусманский, Острогожский, Павловский, Панинский, Подгоренский, Россошанский, Семилукский, Таловский, Хохольский[1].
  - 2-4 марта 1964 года образованы Кантемировский, Терновский сельские районы[3].
- Горьковская область
  - 1 февраля 1963 года образованы сельские районы: Ардатовский, Арзамасский, Богородский, Выксунский, Городецкий, Краснобаковский, Кстовский, Лукояновский, Лысковский, Перевозский, Пильненский, Починковский, Семёновский, Сергачский, Тонкинский, Уренский, Шатковский, Шахунский[1].
  - 2-4 марта 1964 года образованы Воскресенский, Сеченовский сельские районы[3].
- Ивановская область
  - 1 февраля 1963 года образованы сельские районы: Вичугский, Ивановский, Кинешемский, Палехский, Пучежский, Сокольский, Тейковский, Фурмановский, Шуйский[1].
  - 2-4 марта 1964 года образован Пестяковский сельский район[3].
- Иркутская область
  - 1 февраля 1963 года образованы сельские районы: Братский, Жигаловский, Заларинский, Иркутский, Казачинско-Ленский, Катангский, Качугский, Киренский, Куйтунский, Нижнеилимский, Ольхонский, Тайшетский, Тулунский, Усть-Удинский[1].
  - 2-4 марта 1964 года образован Черемховский сельский район[3].
  - 6 августа 1964 года образован Чунский сельский район[4].
- Усть-Ордынский Бурятский НО
  - 1 февраля 1963 года образованы сельские районы: Аларский, Боханский, Эхирит-Булагатский[1].
- Калининградская область
  - 1 февраля 1963 года образованы сельские районы: Багратионовский, Гурьевский, Краснознаменский, Нестеровский, Озерский, Полесский, Правдинский, Славский[1].
- Калининская область
  - 1 февраля 1963 года образованы сельские районы: Бежецкий, Бологовский, Весьегонский, Вышневолоцкий, Западнодвинский, Калининский, Кашинский, Кимрский, Краснохолмский, Максатихинский, Нелидовский, Осташковский, Рамешковский, Ржевский, Старицкий, Торжокский, Торопецкий[1].
  - 2-4 марта 1964 года образованы Калязинский, Лихославльский, Оленинский сельские районы[3].
- Калужская область
  - 1 февраля 1963 года образованы сельские районы: Жиздринский, Калужский, Кировский, Козельский, Малоярославецкий, Медынский, Спас-Деменский, Сухиничский, Ферзиковский, Юхновский[1].
  - 2-4 марта 1964 года образован Мещовский сельский район[3].
- Камчатская область
  - 1 февраля 1963 года образованы сельские районы: Алеутский, Быстринский, Елизовский, Мильковский, Соболевский, Усть-Большерецкий, Усть-Камчатский[1].
- Корякский НО
  - 1 февраля 1963 года образованы сельские районы: Карагинский, Олюторский, Пенжинский, Тигильский[1].
- Кемеровская область
  - 1 февраля 1963 года образованы сельские районы: Беловский, Кемеровский, Ленинск-Кузнецкий, Мариинский, Новокузнецкий, Промышленновский, Тяжинский, Юргинский, Яйский[1].
- Кировская область
  - 1 февраля 1963 года образованы сельские районы: Афанасьевский, Белохолуницкий, Зуевский, Котельничский, Куменский, Лузский, Малмыжский, Мурашинский, Нагорский, Нолинский, Омутнинский, Оричевский, Советский, Уржумский, Фаленский, Халтуринский, Шабалинский, Яранский[1].
  - 2-4 марта 1964 года образованы Даровский, Санчурский сельские районы[3].
- Костромская область
  - 1 февраля 1963 года образованы сельские районы: Буйский, Вохомский, Галичский, Кологривский, Костромской, Макарьевский, Мантуровский, Нейский, Палкинский, Пыщугский, Солигаличский, Судиславский, Чухломской, Шарьинский[1].
  - 2-4 марта 1964 года образован Нерехтский сельский район[3].
- Куйбышевская область
  - 1 февраля 1963 года образованы сельские районы: Безенчукский, Богатовский, Большеглушицкий, Волжский, Кинельский, Кинель-Черкасский, Колдыбанский, Кошкинский, Похвинстневский, Сергиевский, Ставропольский, Сызранский, Шенталинский[1].
- Курганская область
  - 1 февраля 1963 года образованы сельские районы: Варгашинский, Далматовский, Каргапольский, Курганский, Куртамышский, Лебяжьевский, Петуховский, Целинный, Шадринский, Шумихинский, Щучанский[1].
  - 2-4 марта 1964 года образованы Глядянский, Макушинский, Мишкинский, Половинский сельские районы. Курганский сельский район переименован в Кетовский[3].
- Курская область
  - 1 февраля 1963 года образованы сельские районы: Горшеченский, Дмитриевский, Золотухинский, Курский, Льговский, Обоянский, Рыльский, Советский, Солнцевский, Суджанский, Фатежский, Щигровский[1].
  - 2-4 марта 1964 года образованы Касторненский, Тимский сельские районы[3].
- Ленинградская область
  - 1 февраля 1963 года образованы сельские районы: Волховский, Всеволожский, Выборгский, Гатчинский, Ефимовский, Кингисеппский, Лодейнопольский, Лужский, Тихвинский, Тосненский[1].
- Липецкая область
  - 1 февраля 1963 года образованы сельские районы: Данковский, Добринский, Елецкий, Задонский, Лебедянский, Липецкий, Становлянский, Тербунский, Усманский, Чаплыгинский[1].
  - 2-4 марта 1964 года образован Долгоруковский сельский район[3].
- Магаданская область
  - 1 февраля 1963 года образованы сельские районы: Ольский, Омсукчанский, Северо-Эвенский, Среднеканский, Сусуманский, Тенькинский, Ягоднинский[1].
- Чукотский НО
  - 1 февраля 1963 года образованы сельские районы: Анадырский, Беринговский, Билибинский, Иультинский, Провиденский, Чаунский, Чукотский[1].
- Московская область
  - 1 февраля 1963 года образованы сельские районы: Волоколамский, Дмитровский, Егорьевский, Звенигородский, Коломенский, Ленинский, Люберецкий, Можайский, Мытищинский, Орехово-Зуевский, Солнечногорский, Ступинский[1].
- Мурманская область
  - 1 февраля 1963 года образованы сельские районы: Кольский, Ловозерский, Печенгский, Терский[1].
- Новгородская область
  - 1 февраля 1963 года образованы сельские районы: Боровичский, Валдайский, Демянский, Новгородский, Окуловский, Пестовский, Солецкий, Старорусский, Холмский[1].
  - 2-4 марта 1964 года образован Любытинский сельский район[3].
- Новосибирская область
  - 1 февраля 1963 года образованы сельские районы: Барабинский, Болотнинский, Доволенский, Искитимский, Карасукский, Каргатский, Колыванский, Краснозерский, Куйбышевский, Купинский, Кыштовский, Новосибирский, Ордынский, Сузунский, Татарский, Тогучинский, Чановский, Черепановский, Чулымский[1].
  - 2-4 марта 1964 года образованы Венгеровский, Чистоозерный сельские районы[3].
- Омская область
  - 1 февраля 1963 года образованы сельские районы: Большереченский, Горьковский, Знаменский, Исилькульский, Калачинский, Любинский, Москаленский, Муромцевский, Называевский, Омский, Павлоградский, Русско-Полянский, Таврический, Тарский, Тевризский, Тюкалинский, Черлакский[1].
  - 2-4 марта 1964 года образованы Крутинский, Нововаршавский, Седельниковский, Шебаркульский сельские районы[3].
- Оренбургская область
  - 1 февраля 1963 года образованы сельские районы: Абдулинский, Адамовский, Бугурусланский, Бузулукский, Илекский, Кваркенский, Кувандыкский, Новосергиевский, Октябрьский, Оренбургский, Орский, Первомайский, Саракташский, Соль-Илецкий, Сорочинский, Шарлыкский[1].
- Орловская область
  - 1 февраля 1963 года образованы сельские районы: Болховский, Залегощенский, Колпнянский, Кромский, Ливенский, Мценский, Новодеревеньковский, Орловский, Свердловский, Урицкий[1].
  - 2-4 марта 1964 года образован Шаблыкинский сельский район[3].
- Пензенская область
  - 1 февраля 1963 года образованы сельские районы: Башмаковский, Белинский, Городищенский, Земетчинский, Каменский, Колышлейский, Кузнецкий, Лунинский, Мокшанский, Нижнеломовский, Пензенский, Сердобский, Шемышейский[1].
  - 2-4 марта 1964 года образованы Беднодемьяновский, Никольский сельские районы[3].
- Пермская область
  - 1 февраля 1963 года образованы сельские районы: Верещагинский, Ильинский, Куединский, Кунгурский, Осинский, Очерский, Пермский, Соликамский, Частинский, Чердынский, Чернушкинский[1].
  - 2-4 марта 1964 года образованы Суксунский, Чусовской сельские районы[3].
- Коми-Пермяцкий НО
  - 1 февраля 1963 года образованы сельские районы: Косинский, Кочевский, Кудымкарский, Юрлинский, Юсьвинский[1].
- Псковская область
  - 1 февраля 1963 года образованы сельские районы: Бежаницкий, Великолукский, Гдовский, Дновский, Невельский, Новоржевский, Новосокольнический, Опочецкий, Островский, Порховский, Псковский, Себежский, Струго-Красненский[1].
  - 2-4 марта 1964 года образован Печорский сельский район[3].
- Ростовская область
  - 1 февраля 1963 года образованы сельские районы: Азовский, Вешенский, Егорлыкский, Зерноградский, Зимовниковский, Каменский, Кашарский, Константиновский, Мальчевский, Матвеево-Курганский, Миллеровский, Морозовский, Неклиновский, Обливский, Октябрьский, Пролетарский, Ремонтненский, Сальский, Семикаракорский, Цимлянский[1].
  - 2-4 марта 1964 года образованы Багаевский, Верхнедонской, Тацинский сельские районы[3].
- Рязанская область
  - 1 февраля 1963 года образованы сельские районы: Кадомский, Касимовский, Михайловский, Ряжский, Рязанский, Сараевский, Сасовский, Скопинский, Спасский, Старожиловский, Шацкий, Шиловский[1].
  - 2-4 марта 1964 года образованы Клепиковский, Ухоловский сельские районы[3].
- Саратовская область
  - 1 февраля 1963 года образованы сельские районы: Аркадакский, Аткарский, Базарно-Карабулакский, Балаковский, Балашовский, Вольский, Дергачевский, Ершовский, Калининский, Краснокутский, Марксовский, Новоузенский, Озинский, Перелюбский, Петровский, Пугачёвский, Саратовский, Энгельсский[1].
  - 2-4 марта 1964 года образованы Красноармейский, Ртищевский, Самойловский сельские районы[3].
- Сахалинская область
  - 1 февраля 1963 года образованы сельские районы: Анивский, Кировский, Макаровский, Углегорский[1].
- Свердловская область
  - 1 февраля 1963 года образованы сельские районы: Алапаевский, Белоярский, Верхотурский, Гаринский, Ирбитский, Камышловский, Красноуфимский, Нижнетагильский, Свердловский, Таборинский, Талицкий, Туринский, Шалинский[1].
  - 2-4 марта 1964 года образованы Артинский, Тавдинский сельские районы. Упразднён Таборинский сельский район[3].
- Смоленская область
  - 1 февраля 1963 года образованы сельские районы: Вяземский, Гжатский, Демидовский, Духовщинский, Ельнинский, Монастырщинский, Починковский, Рославльский, Руднянский, Сафоновский, Смоленский, Сычёвский, Шумячский, Ярцевский[1].
- Тамбовская область
  - 1 февраля 1963 года образованы сельские районы: Жердевский, Инжавинский, Кирсановский, Мичуринский, Мордовский, Моршанский, Петровский, Пичаевский, Рассказовский, Ржаксинский, Сосновский, Тамбовский, Уваровский[1].
  - 2-4 марта 1964 года образован Староюрьевский сельский район[3].
- Томская область
  - 1 февраля 1963 года образованы сельские районы: Асиновский, Бакчарский, Зырянский, Кривошеинский, Парабельский, Томский, Чаинский, Шегарский[1].
  - 2-4 марта 1964 года Каргасокский и Тегульдетский промышленные районы преобразованы в сельские районы[3].
- Тульская область
  - 1 февраля 1963 года образованы сельские районы: Белёвский, Богородицкий, Венёвский, Ефремовский, Косогорский, Лаптевский, Новомосковский, Одоевский, Плавский, Щёкинский[1].
  - 2-4 марта 1964 года образованы Арсеньевский, Чернский сельские районы[3].
- Тюменская область
  - 1 февраля 1963 года образованы сельские районы: Абатский, Бердюжский, Вагайский, Голышмановский, Ишимский, Казанский, Омутинский, Тобольский, Тюменский, Ялуторовский[1].
  - 2-4 марта 1964 года образован Нижнетавдинский сельский район[3].
- Ханты-Мансийский НО
  - 1 февраля 1963 года образованы сельские районы: Берёзовский, Кондинский, Нижневартовский, Октябрьский, Самаровский, Сургутский[1].
  - 14 сентября 1964 года Самаровский сельский район переименован в Ханты-Мансийский[5].
- Ямало-Ненецкий НО
  - 1 февраля 1963 года образованы сельские районы: Красноселькупский, Надымский, Приуральский, Пуровский, Тазовский, Шурышкарский, Ямальский[1].
- Ульяновская область
  - 1 февраля 1963 года образованы сельские районы: Барышский, Инзенский, Карсунский, Майнский, Мелекесский, Николаевский, Новоспасский, Теренгульский, Ульяновский, Чердаклинский[1].
  - 2-4 марта 1964 года образованы Старокулаткинский, Сурский сельские районы[3].
- Челябинская область
  - 1 февраля 1963 года образованы сельские районы: Брединский, Варненский, Верхнеуральский, Кизильский, Красноармейский, Кунашакский, Кусинский, Октябрьский, Сосновский, Троицкий, Увельский, Чебаркульский[1].
  - 2-4 марта 1964 года образован Нязепетровский сельский район[3].
- Читинская область
  - 1 февраля 1963 года образованы сельские районы: Балейский, Борзинский, Каларский, Калганский, Карымский, Красночикойский, Кыринский, Нерчинский, Оловяннинский, Петровско-Забайкальский, Приаргунский, Сретенский, Тунгиро-Олёкминский, Тунгокоченский, Улётовский, Читинский, Шелопугинский, Шилкинский[1].
  - 2-4 марта 1964 года упразднён Карымский сельский район[3].
- Агинский Бурятский НО
  - 1 февраля 1963 года образован сельский район: Дульдургинский[1].
- Ярославская область
  - 1 февраля 1963 года образованы сельские районы: Даниловский, Любимский, Некоузский, Переславский, Пошехонский, Ростовский, Рыбинский, Тутаевский, Угличский, Ярославский[1].
  - 2-4 марта 1964 года образованы Брейтовский, Некрасовский сельские районы[3].

### АССР
- Башкирская АССР
  - 1 февраля 1963 года образованы сельские районы: Альшеевский, Баймакский, Белебеевский, Белокатайский, Белорецкий, Бирский, Бураевский, Зианчурский, Илишевский, Караидельский, Кармаскалинский, Мелеузовский, Салаватский, Стерлитамакский, Туймазинский, Уфимский, Хайбуллинский, Чекмагушевский, Чишминский, Янаульский[1].
  - 2-4 марта 1964 года образованы Бакалинский, Иглинский, Калтасинский, Стрелибашевский сельские районы[3].
- Бурятская АССР
  - 1 февраля 1963 года образованы сельские районы: Баргузинский, Баунтовский, Джидинский, Кабанский, Кяхтинский, Мухоршибирский, Северо-Байкальский, Тункинский, Улан-Удэнский, Хоринский[1].
  - 2-4 марта 1964 года образованы Еравнинский, Закаменский, Осинский сельские районы[3].
- Дагестанская АССР
  - 1 февраля 1963 года образованы сельские районы: Агульский, Ахтынский, Ботлихский, Гунибский, Дербентский, Казбековский, Кайтагский, Караногайский, Касумкентский, Кизлярский, Лакский, Левашинский, Ленинский, Новолакский, Рутульский, Сергокалинский, Советский, Табасаранский, Тляратинский, Унцукульский, Хасавюртовский, Хивский, Хунзахский, Цумадинский, Цунтинский[1].
  - 2-4 марта 1964 года образованы Акушинский, Гумбетовский, Кулинский, Курахский, Чародинский сельские районы[3].
- Кабардино-Балкарская АССР
  - 1 февраля 1963 года образованы сельские районы: Баксанский, Зольский, Прохладненский, Терский, Урванский[1].
- Калмыцкая АССР
  - 1 февраля 1963 года образованы сельские районы: Городовиковский, Приозерный, Сарпинский, Целинный, Черноземельский, Юстинский[1].
- Карельская АССР
  - 1 февраля 1963 года образованы сельские районы: Медвежьегорский, Олонецкий, Приладожский, Прионежский[1].
- Коми АССР
  - 1 февраля 1963 года образованы сельские районы: Ижмо-Цилемский, Печорский, Прилузский, Сыктывдинский, Удорский, Усть-Вымский, Усть-Куломский[1].
- Марийская АССР
  - 1 февраля 1963 года образованы сельские районы: Горномарийский, Звениговский, Мари-Турекский, Медведевский, Моркинский, Сернурский, Советский[1].
  - 2-4 марта 1964 года образован Новоторъяльский сельский район[3].
- Мордовская АССР
  - 1 февраля 1963 года образованы сельские районы: Ардатовский, Атяшевский, Ковылкинский, Краснослободский, Ромодановский, Рузаевский, Старошайговский, Темниковский, Торбеевский, Чамзинский[1].
  - 2-4 марта 1964 года образованы Инсарский, Ичалковский сельские районы[3].
- Северо-Осетинская АССР
  - 1 февраля 1963 года образованы сельские районы: Ардонский, Дигорский, Кировский, Моздокский, Пригородный[1].
- Татарская АССР
  - 1 февраля 1963 года образованы сельские районы: Альметьевский, Арский, Бугульминский, Буинский, Елабужский, Зеленодольский, Куйбышевский, Лениногорский, Мамадышский, Мензелинский, Октябрьский, Пестречинский, Сабинский, Сармановский, Тетюшский, Челнинский, Чистопольский[1].
  - 2-4 марта 1964 года образованы Агрызский, Алексеевский, Апастовский сельские районы[3].
- Тувинская АССР
  - 1 февраля 1963 года образованы сельские районы: Барун-Хемчикский, Дзун-Хемчикский, Каа-Хемский, Овюрский, Пий-Хемский, Тандинский, Тес-Хемский, Тоджинский, Улуг-Хемский[1].
- Удмуртская АССР
  - 1 февраля 1963 года образованы сельские районы: Балезинский, Воткинский, Глазовский, Игринский, Ижевский, Кезский, Кизнерский, Можгинский, Сарапульский, Увинский[1].
  - 2-4 марта 1964 года образован Ярский сельский район[3].
- Чечено-Ингушская АССР
  - 1 февраля 1963 года образованы сельские районы: Веденский, Грозненский, Назрановский, Наурский, Ножай-Юртовский, Советский, Сунженский, Урус-Мартановский, Шалинский, Шелковской[1].
- Чувашская АССР
  - 1 февраля 1963 года образованы сельские районы: Алатырский, Батыревский, Вурнарский, Канашский, Урмарский, Цивильский, Чебоксарский, Шумерлинский, Ядринский[1].
  - 2-4 марта 1964 года образован Моргаушский сельский район[3].
- Якутская АССР
  - 1 февраля 1963 года образованы сельские районы: Абыйский, Алексеевский, Аллаиховский, Анабарский, Булунский, Вилюйский, Заречный, Индигирский, Кобяйский, Колымский, Ленинский, Момский, Нижнеколымский, Олёкминский, Оленёкский, Орджоникидзевский, Приморский, Среднеколымский, Среднеленский, Янский[1].
  - 2-4 марта 1964 года Приморский сельский район переименован в Жиганский, а Индигирский — в Томпонский[3].

## Украинская ССР
- Винницкая область
  - 30 декабря 1962 года образованы сельские районы: Барский, Бершадский, Гайсинский, Жмеринский, Казатинский, Калиновский, Крыжопольский, Липовецкий, Могилёв-Подольский, Немировский, Погребищенский, Тульчинский, Хмельницкий[1].
- Волынская область
  - 30 декабря 1962 года образованы сельские районы: Владимир-Волынский, Гороховский, Камень-Каширский, Киверцовский, Ковельский, Любомльский, Рожищенский[1].
- Днепропетровская область
  - 30 декабря 1962 года образованы сельские районы: Апостоловский, Васильковский, Криничанский, Никопольский, Новомосковский, Павлоградский, Петропавловский, Пятихатский, Синельниковский, Солонянский, Софиевский, Царичанский[1].
- Донецкая область
  - 30 декабря 1962 года образованы сельские районы: Амвросиевский, Артёмовский, Великоновосёлковский, Волновахский, Володарский, Красноармейский, Марьинский, Новоазовский, Славянский[1].
  - 6 мая 1963 года образован Старобешевский сельский район. Упразднён Новоазовский сельский район[6].
- Житомирская область
  - 30 декабря 1962 года образованы сельские районы: Бердичевский, Дзержинский, Емильчинский, Коростенский, Коростышевский, Малинский, Новоград-Волынский, Овручский, Олевский, Попельнянский, Черняховский[1].
- Закарпатская область
  - 30 декабря 1962 года образованы сельские районы: Береговский, Мукачевский, Перечинский, Тячевский, Хустский[1].
- Запорожская область
  - 30 декабря 1962 года образованы сельские районы: Бердянский, Васильевский, Куйбышевский, Мелитопольский, Михайловский, Ореховский, Пологский, Приазовский, Токмакский, Червоноармейский[1].
- Ивано-Франковская область
  - 30 декабря 1962 года образованы сельские районы: Богородчанский, Галичский, Городенковский, Калушский, Коломыйский, Косовский[1].
- Киевская область
  - 30 декабря 1962 года образованы сельские районы: Белоцерковский, Бориспольский, Васильковский, Ивановский, Кагарлыкский, Киево-Святошинский, Макаровский, Переяслав-Хмельницкий, Таращанский, Тетиевский, Чернобыльский, Яготинский[1].
- Кировоградская область
  - 30 декабря 1962 года образованы сельские районы: Александрийский, Александровский, Бобринецкий, Добровеличковский, Долинский, Кировоградский, Кремгэсовский, Маловисковский, Новоархангельский, Новоукраинский, Петровский, Ульяновский[1].
- Крымская область
  - 30 декабря 1962 года образованы сельские районы: Алуштинский, Бахчисараский, Белогорский, Джанкойский, Красногвардейский, Красноперекопский, Ленинский, Нижнегорский, Сакский, Черноморский[1].
  - 11 февраля 1963 года Сакский сельский район переименован в Евпаторийский[1].
  - 10 июня 1964 года упразднён Алуштинский сельский район[7].
- Луганская область
  - 30 декабря 1962 года образованы сельские районы: Антрацитовский, Белокуракинский, Лисичанский, Меловский, Новопсковский, Сватовский, Станично-Луганский, Старобельский, Троицкий[1].
  - 16 мая 1963 года Меловский сельский район был переименован в Беловодский[8].
- Львовская область
  - 30 декабря 1962 года образованы сельские районы: Бродовский, Городокский, Дрогобычский, Жидачовский, Золочевский, Каменско-Бугский, Пустомытовский, Сокальский, Старосамборский, Стрыйский, Яворовский[1].
- Николаевская область
  - 30 декабря 1962 года образованы сельские районы: Баштанский, Братский, Вознесенский, Доманевский, Николаевский, Новобугский, Новоодесский, Первомайский, Снигиревский[1].
- Одесская область
  - 30 декабря 1962 года образованы сельские районы: Ананьевский, Балтский, Белгород-Днестровский, Беляевский, Березовский, Болградский, Измаильский, Коминтерновский, Котовский, Любашевский, Раздельнянский, Тарутинский, Татарбунарский, Фрунзовский[1].
- Полтавская область
  - 30 декабря 1962 года образованы сельские районы: Гадячский, Глобинский, Диканьский, Зеньковский, Карловский, Кобелякский, Кременчугский, Лохвицкий, Лубенский, Миргородский, Пирятинский, Полтавский, Решетиловский, Хорольский[1].
- Ровенская область
  - 30 декабря 1962 года образованы сельские районы: Березновский, Гощанский, Дубновский, Дубровицкий, Млиновский, Ровенский, Сарненский[1].
- Сумская область
  - 30 декабря 1962 года образованы сельские районы: Ахтырский, Белопольский, Бурынский, Глуховский, Конотопский, Кролевецкий, Лебединский, Роменский, Середино-Будский, Сумский[1].
- Тернопольская область
  - 30 декабря 1962 года образованы сельские районы: Бережанский, Борщевский, Бучачский, Збаражский, Зборовский, Кременецкий, Подволочисский, Теребовлянский, Чортковский[1].
- Харьковская область
  - 30 декабря 1962 года образованы сельские районы: Балаклейский, Богодуховский, Валковский, Великобурлукский, Волчанский, Дергачевский, Змиевский, Изюмский, Красноградский, Купянский, Лозовский, Сахновщинский, Чугуевский[1].
- Херсонская область
  - 30 декабря 1962 года образованы сельские районы: Белозерский, Бериславский, Великоалександровский, Великолепетихский, Генический, Голопристанский, Каховский, Нижнесерогозский, Скадовский, Чаплинский[1].
- Хмельницкая область
  - 30 декабря 1962 года образованы сельские районы: Волочисский, Городокский, Дунаевецкий, Изяславский, Каменец-Подольский, Красиловский, Летичевский, Староконстантиновский, Шепетовский, Ярмолинецкий[1].
- Черкасская область
  - 30 декабря 1962 года образованы сельские районы: Драбовский, Жашковский, Звенигородский, Золотоношский, Корсунь-Шевченковский, Смелянский, Уманский, Христиновский, Чигиринский, Шполянский[1].
- Черниговская область
  - 30 декабря 1962 года образованы сельские районы: Бахмачский, Бобровицкий, Ичнянский, Козелецкий, Менский, Нежинский, Новгород-Северский, Прилукский, Репкинский, Семёновский, Черниговский, Щорский[1].
- Черновицкая область
  - 30 декабря 1962 года образованы сельские районы: Вижницкий, Глыбокский, Кельменецкий, Кицманский, Новоселицкий, Сторожинецкий[1].

## Белорусская ССР
- Брестская область
  - 25 декабря 1962 года образованы сельские районы: Барановичский, Березовский, Брестский, Дрогичинский, Каменецкий, Кобринский, Лунинецкий, Ляховичский, Пинский, Пружанский, Столинский[1].
- Витебская область
  - 25 декабря 1962 года образованы сельские районы: Бешенковичский, Браславский, Верхнедвинский, Витебский, Глубокский, Городокский, Лепельский, Лиозненский, Миорский, Оршанский, Полоцкий, Поставский, Сенненский, Толочинский[1].
- Гомельская область
  - 25 декабря 1962 года образованы сельские районы: Брагинский, Буда-Кошелевский, Гомельский, Добрушский, Ельский, Житковичский, Жлобинский, Калинковичский, Мозырский, Петриковский, Речицкий, Рогачевский, Светлогорский, Хойникский[1].
- Гродненская область
  - 25 декабря 1962 года образованы сельские районы: Волковысский, Вороновский, Гродненский, Ивьевский, Лидский, Новогрудский, Ошмянский, Свислочский, Слонимский, Сморгонский, Щучинский[1].
- Минская область
  - 25 декабря 1962 года образованы сельские районы: Борисовский, Вилейский, Дзержинский, Копыльский, Крупский, Логойский, Любанский, Минский, Молодечненский, Мядельский, Несвижский, Пуховичский, Слуцкий, Столбцовский, Червенский[1].
- Могилёвская область
  - 25 декабря 1962 года образованы сельские районы: Белыничский, Бобруйский, Быховский, Горецкий, Кировский, Климовичский, Котсюковичский, Краснопольский, Могилёвский, Мстиславский, Чаусский, Шкловский[1]

## Узбекская ССР
- Андижанская область
  - 24 декабря 1962 года образованы сельские районы: Андижанский, Балыкчинский, Избаскентский, Кургантепинский, Мархаматский, Московский, Наманганский, Учкурганский, Ходжиабадский, Чустский, Янгикурганский[1].
  - 22 февраля 1964 года образован Задарьинский сельский район[9].
- Бухарская область
  - 24 декабря 1962 года образованы сельские районы: Бухарский, Вабкентский, Гиджуванский, Каракульский, Навоинский, Рамитанский, Тамдынский[1].
- Кашкадарьинская область
  - 22 февраля 1964 года образован Чиракчинский сельский район[9].
- Самаркандская область
  - 24 декабря 1962 года образованы сельские районы: Булунгурский, Джизакский, Иштыханский, Каттакурганский, Нарпайский, Нуратинский, Пайарыкский, Пастдаргомский, Самаркандский[1].
  - 16 февраля 1963 года Джизакский сельский район был передан в Сырдарьинскую область[1].
  - 22 февраля 1964 года образован Галляаральский сельский район[9].
- Сурхандарьинская область
  - 24 декабря 1962 года образованы сельские районы: Гузарский, Денауский, Каршинский, Касанский, Термезский, Шахрисябзский, Ширабадский, Шурчинский, Яккабагский[1].
  - 7 февраля 1964 года Гузарский, Каршинский, Касанский, Шахрисябзский, Яккабагский сельский район переданы в Кашкадарьинскую область[10].
  - 22 февраля 1964 года образован Сарыассийский сельский район[9].
- Сырдарьинская область
  - 22 февраля 1964 года образован Фаришский сельский район[9].
  - 30 апреля 1964 года образован Ильичевский сельский район[11].
- Ташкентская область
  - 24 декабря 1962 года образованы сельские районы: Аккурганский, Букинский, Верхнечирчикский, Гулистанский, Калининский, Среднечирчикский, Сырдарьинский, Янгиюльский, Янгиерский[1].
  - 16 февраля 1963 года Гулистанский, Сырдарьинский и Янгиерский сельские районы были переданы в Сырдарьинскую область[1].
  - 17 апреля 1963 года образован Беговатский сельский район[12].
- Ферганская область
  - 24 декабря 1962 года образованы сельские районы: Алтынарыкский, Ахунбабаевский, Кировский, Кувинский, Ленинградский, Папский[1].
  - 17 апреля 1963 года образован Узбекистанский сельский район[12].
  - 22 февраля 1964 года образован Ферганский сельский район[9].
- Хорезмская область
  - 24 декабря 1962 года образованы сельские районы: Гурленский, Хазараспский, Хивинский, Шаватский, Янгиарыкский[1].
- Каракалпакская АССР
  - 24 декабря 1962 года образованы сельские районы: Амударьинский, Кегейлинский, Муйнакский, Турткульский, Ходжейлинский, Чимбайский[1].
  - 29 декабря 1962 года Муйнакский сельский район был преобразован в промышленный район[1].
  - 22 февраля 1964 года образован Кунградский сельский район[9].

## Казахская ССР
- Алма-Атинская область
  - 2 января 1963 года образованы сельские районы: Аксуский, Алакульский, Балхашский, Гвардейский, Джамбулский, Картальский, Каскеленский, Кегенский, Панфиловский, Саркандский, Талды-Курганский, Чиликский, Энбекши-Казахский[1].
- Восточно-Казахстанская область
  - 2 января 1963 года образованы сельские районы: Большенарымский, Зайсанский, Зыряновский, Курчумский, Самарский, Таврический, Шемонаихинский[1].
- Карагандинская область
  - 2 января 1963 года образованы сельские районы: Актогайский, Джездинский, Жанааркинский, Каркаралинский, Нуринский, Осакаровский, Тельманский[1].
- Семипалатинская область
  - 2 января 1963 года образованы сельские районы: Абаевский, Аягузский, Бескарагайский, Бородулихинский, Жарминский, Кокпектинский, Урджарский[1].

### Западно-Казахстанский край
- Актюбинская область
  - 2 января 1963 года образованы сельские районы: Алгинский, Карабутакский, Мартукский, Новороссийский, Темирский, Хобдинский, Челкарский[1].
- Гурьевская область
  - 2 января 1963 года образованы сельские районы: Денгизский, Кзылкогинский, Мангистауский, Махамбетский[1].
- Уральская область
  - 2 января 1963 года образованы сельские районы: Бурлинский, Джамбейтинский, Джаныбекский, Зеленовский, Казталовский, Приуральный, Фурмановский, Чапаевский[1].

### Целинный край
- Кокчетавская область
  - 2 января 1963 года образованы сельские районы: Володарский, Кзылтуский, Кокчетавский, Красноармейский, Ленинградский, Рузаевский, Чистопольский, Щучинский, Энбекшильдерский[1].
- Кустанайская область
  - 2 января 1963 года образованы сельские районы: Амангельдинский, Аркалыкский, Боровской, Демьяновский, Денисовский, Джангильдинский, Джетыгаринский, Камышинский, Карасуский, Комсомольский, Кустанайский, Октябрьский, Семиозерный, Тобольский, Урицкий, Фёдоровский[1].
- Павлодарская область
  - 2 января 1963 года образованы сельские районы: Баян-Аульский, Ермаковский, Железинский, Иртышский, Качирский, Краснокутский, Павлодарский, Успенский, Щербактинский[1].
- Северо-Казахстанская область
  - 2 января 1963 года образованы сельские районы: Булаевский, Ленинский, Мамлютский, Пресновский, Сергеевский, Советский, Тимирязевский[1].
- Целиноградская область
  - 2 января 1963 года образованы сельские районы: Алексеевский, Астраханский, Атбасарский, Балкашинский, Державинский, Ерментауский, Есильский, Жаксынский, Кургальджинский, Целиноградский[1].

### Южно-Казахстанский край
- Джамбулская область
  - 2 января 1963 года образованы сельские районы: Джувалинский, Курдайский, Меркенский, Свердловский, Таласский, Чуйский[1].
- Кзыл-Ординская область
  - 2 января 1963 года образованы сельские районы: Казалинский, Кармакчинский, Сырдарьинский, Чиилийский[1].
- Чимкентская область
  - 2 января 1963 года образованы сельские районы: Кзылкумский, Кировский, Ленинский, Пахтааральский, Сайрамский, Сарыагачский, Сузакский, Туркестанский[1].
  - 26 января 1963 года Кировский и Пахтааральский сельские районы были переданы в Узбекскую ССР[1].
  - 29 февраля 1964 года образован Бугунский сельский район[3].

## Грузинская ССР
- - 2 января 1963 года образованы сельские районы: Амбролаурский, Ахалкалакский, Ахалцихский, Болнисский, Гардабанский, Гегечкорский, Горийский, Гурджаанский, Душетский, Зестафонский, Зугдидский, Казбегский, Кварельский, Ланчхутский, Лентехский, Махарадзевский, Маяковский, Местийский, Самтредский, Сачхерский, Сигнахский, Телавский, Тетрицкаройский, Тианетский, Хашурский, Цагерский, Цхакаевский, Цхалтубский[1].
  - 23 ноября 1963 года образованы Ахметский, Мцхетский, Орджоникидзевский, Сагареджойский, Цаленджихский, Чохатаурский сельские районы[13].
- Абхазская АССР
  - 7 апреля 1964 года Самтредский сельский район переименован в Цулукидзевский[14].
  - 2 января 1963 года образованы сельские районы: Гальский, Гудаутский, Очамчирский[1].
  - 23 ноября 1963 года образован Гульрипшский сельский район[13]
- Аджарская АССР
  - 2 января 1963 года образованы сельские районы: Кедский, Хулойский, Чаквский[1].
  - 7 апреля 1964 года Чаквский район переименован в Кобулетский[14].
- Юго-Осетинская АО
  - 2 января 1963 года образованы сельские районы: Джавский, Знаурский, Ленингорский[1].

## Азербайджанская ССР
- - 4 января 1963 года образованы сельские районы: Агдамский, Агдашский, Апшеронский, Астрахан-Базарский, Бардинский, Варташенский, Геокчайский, Закатальский, Зангеланский, Имишлинский, Исмаиллинский, Казахский, Касум-Исмаиловский, Кедабекский, Кельбаджарский, Кубинский, Кусарский, Кюдрамирский, Лачинский, Ленкоранский, Лерикский, Масаллинский, Сабирабадский, Сальянский, Уджарский, Физулинский, Ханларский, Шамхорский, Шаумяновский, Шемахинский, Ярдымлынский[1].
  - 26 мая 1964 года Астрахан-Базарский сельский район переименован в Пушкинский[15].
  - 17 июня 1964 года образованы Джебраильский, Кахский, Кубатлинский, Куткашенский, Таузский сельские районы[16].
- Нагорно-Карабахская АО
  - 2 января 1963 года образованы сельские районы: Гадрутский, Мардакертский, Мартунинский, Степанакертский[1].
- Нахичеванская АССР
  - 2 января 1963 года образованы сельские районы: Джульфинский, Нахичеванский, Норашенский[1].
  - 26 мая 1964 года Норашенский сельский район переименован в Ильичевский[15].

## Литовская ССР
- 8 декабря 1962 года образованы сельские районы: Алитусский, Аникщяйский, Биржайский, Варенский, Вилкавишкский, Вильнюсский, Зарасайский, Игналинский, Ионишкский, Кайшядорский, Капсукский, Каунасский, Кедайнский, Кельмеский, Клайпедский, Кретингский, Купишкский, Лаздийский, Мажейкский, Молетский, Пакруойский, Паневежский, Пасвальский, Плунгеский, Пренайский, Радвилишкский, Расейнский, Рокишкский, Скуодасский, Таурагский, Тельшяйский, Тракайский, Укмергский, Утенский, Шакяйский, Швенчёнский, Шилальский, Шилутский, Шяуляский, Эйшишкский, Юрбаркский[1].

## Молдавская ССР
- 2 января 1963 года образованы сельские районы: Вулканештский, Дондюшанский, Дубоссарский, Единецкий, Каларашский, Каушанский, Котовский, Лазовский, Леовский, Ново-Аненский, Оргеевский, Резинский, Рышканский, Тираспольский, Фалештский, Флорештский, Чадыр-Лунгский, Чимишлийский[1].

## Латвийская ССР
- 18 декабря 1962 года образованы сельские районы: Балвский, Бауский, Валкский, Валмиерский, Гулбенский, Даугавпилсский, Добельский, Екабпилсский, Краславский, Кулдигский, Лиепайский, Лудзенский, Мадонский, Огрский, Прейльский, Резекненский, Рижский, Салдусский, Талсинский, Тукумский, Цесисский[1].

## Киргизская ССР
- - 30 декабря 1962 года образованы сельские районы: Ак-Талинский, Аламединский, Ат-Башинский, Джеты-Огузский, Иссык-Кульский, Калининский, Кочкорский, Таласский, Тюпский, Тянь-Шаньский, Чуйский[1].
  - 22 июня 1964 года образованы Кировский и Сокулукский районы[7].
- Ошская область
  - 30 декабря 1962 года образованы сельские районы: Алайский, Араванский, Джанги-Джольский, Кара-Суйский, Ленинский, Ляйлякский, Сузакский, Токтогульский, Узгенский, Фрунзенский[1].

## Таджикская ССР
- - 4 января 1963 года образованы сельские районы: Аштский, Восейский, Гармский, Гиссарский, Дангаринский, Джиргатальский, Канибадамский, Колхозабадский, Куйбышевский, Курган-Тюбинский, Ленинский, Матчинский, Московский, Науский, Орджоникидзеабадский, Пенджикентский, Пянджский, Регарский, Ура-Тюбинский, Ходжентский, Шаартузский[1].
- Горно-Бадахшанская АО
  - 30 декабря 1962 года образованы сельские районы: Ванчский, Ишкашимский, Мургабский, Шугнанский[1].

## Армянская ССР
- 12 января 1963 года образованы сельские районы: Абовянский, Азизбековский, Алавердский, Анийский, Апаранский, Арташатский, Ахурянский, Аштаракский, Басаргечарский, Горисский, Гукасянский, Ехегнадзорский, Иджеванский, Кафанский, Красносельский, Мартунинский, Мегринский, Ноемберянский, Октемберянский, Севанский, Сисианский, Спитакский, Степанаванский, Талинский, Шамшадинский, Эчмиадзинский[1].
- 31 августа 1963 года образован Амасийский сельский район[17].
- 15 июня 1964 года образован Вединский сельский район[7].
- 8 сентября 1964 года образован Калининский сельский район[18].

## Туркменская ССР
- 2 января 1963 года образованы сельские районы: Ашхабадский, Байрам-Алийский, Геок-Тепинский, Дейнауский, Иолотанский, Казанджикский, Калининский, Керкинский, Кизыл-Арватский, Кизыл-Атрекский, Куня-Ургенчский, Ленинский, Марыйский, Мургабский, Саятский, Тахта-Базарский, Тахтинский, Ташаузский, Тедженский, Ходжамбасский, Чарджоуский[1].

## Эстонская ССР
- 21 декабря 1962 года образованы сельские районы: Валгаский, Вильяндиский, Выруский, Йыгеваский, Кингисеппский, Пайдеский, Пыльваский, Пярнуский, Раквереский, Раплаский, Тартуский, Хаапсалуский, Харьюский, Хийумааский[1].